# En söndag i augusti
En söndag i augusti (italienska: Domenica d'agosto) är en italiensk dramakomedi från 1950 i regi av Luciano Emmer.

## Roller (urval)
- Anna Baldini – Marcella Meloni
- Vera Carmi – Adriana
- Emilio Cigoli – Alberto Mantovani
- Anna Di Leo – Iolanda
- Franco Interlenghi – Enrico
- Massimo Serato – Roberto
- Marcello Mastroianni – Ercole Nardi
- Elvy Lissiak – Luciana
- Anna Medici – Rosetta
- Ave Ninchi – Fernanda Meloni